# Nas and Ill Will Records Present QB's Finest
Nas and Ill Will Records Present QB's Finest fue un álbum colaborativo, el primer grabado por el rapero Nas bajo el nuevo sello discográfico Ill Will Records, distribuido por Columbia Records. Además del propio Nas, en el álbum aparecen un gran número de artistas de Queensbridge como Mobb Deep, Nature, Nashawn, Littles, The Bravehearts y Cormega, quien recientemente se había reconciliado con Nas. También se dejan ver las leyendas del hip hop de QB Roxanne Shante, MC Shan y Marley Marl, estos dos últimos apareciendo en el primer sencillo "Da Bridge 2001" (basado en el clásico "The Bridge" de Shan y Marl de 1986).

## Lista de canciones
| Canciones                        |                                                                                                  |
| Título                           | Intérprete(s)                                                                                    |
| 1. "Intro"                       | The Bravehearts                                                                                  |
| 2. "Da Bridge 2001"              | Nas, Capone, Mobb Deep, Tragedy Khadafi, Nature, MC Shan, Marley Marl, Cormega y Millennium Thug |
| 3. "We Live This"                | Havoc, Big Noyd y Roxanne Shante                                                                 |
| 4. "Real Niggas"                 | Nas y Ruc                                                                                        |
| 5. "Find Ya Wealth"              | Nas                                                                                              |
| 6. "Straight Outta Q.B."         | Jungle, Cormega y Poet                                                                           |
| 7. "Oochie Wally"                | The Bravehearts                                                                                  |
| 8. "Our Way"                     | Capone-N-Noreaga y Iman Thug                                                                     |
| 9. "Fire"                        | Nature                                                                                           |
| 10. "Power Rap" (Interlude)      | Prodigy                                                                                          |
| 11. "Street Glory"               | Nas y Pop                                                                                        |
| 12. "We Break Bread"             | Lord Black, Littles, Craig G. y Chaos                                                            |
| 13. "Money"                      | Mr. Challish                                                                                     |
| 14. "Self Conscience"            | Prodigy y Nas                                                                                    |
| 15. "Die 4"                      | Infamous Mobb                                                                                    |
| 16. "Kids in Da P.J.'s"          | Nas, The Bravehearts y Millennium Thug                                                           |
| 17. "Teenage Thug" (Bonus Track) | Nas y Millennium Thug                                                                            |